# FDP-Bundesparteitag 1989
Koordinaten: 50° 56′ 45,3″ N, 6° 58′ 50,2″ O

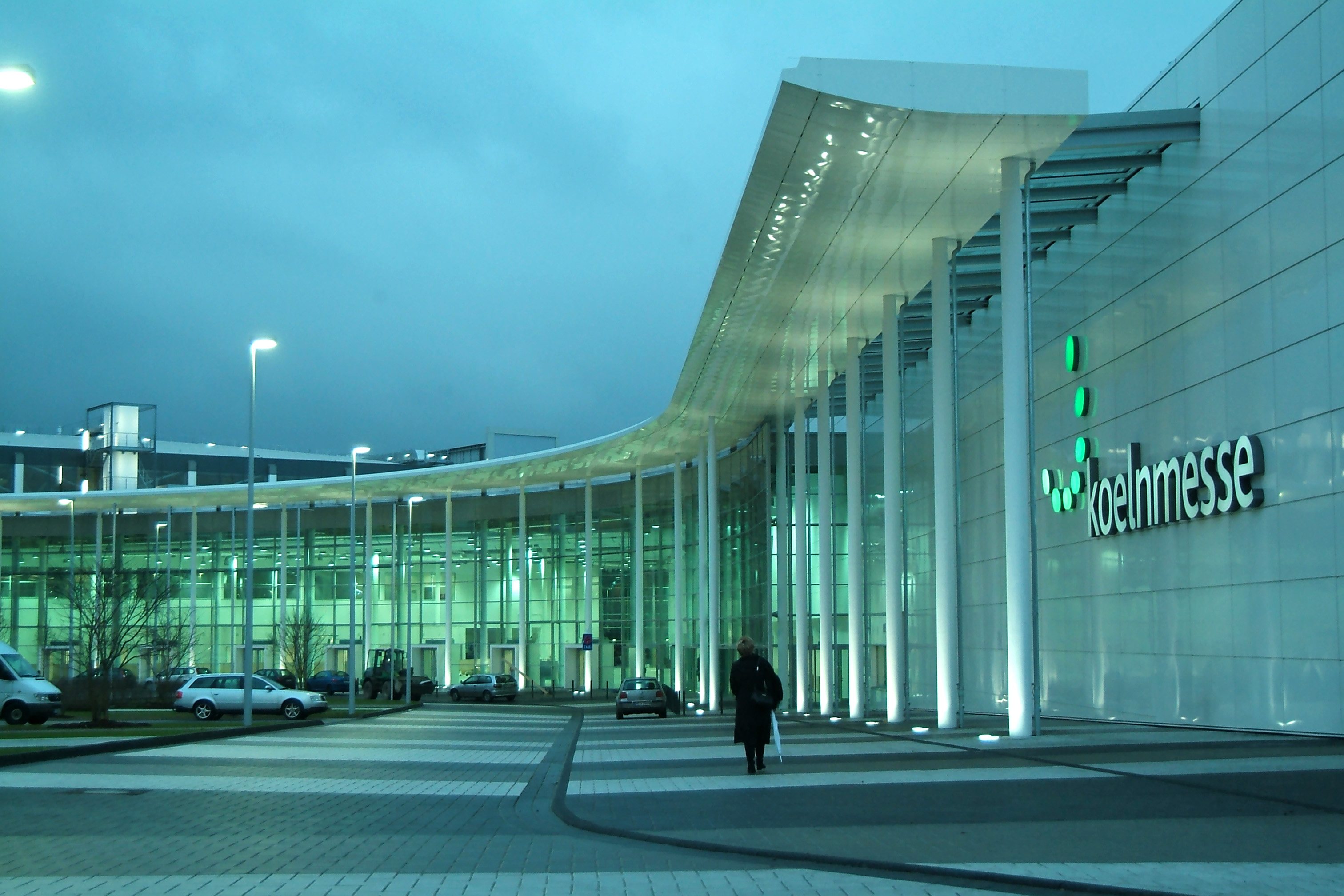
Congress-Centrum Nord – Eingang Nordhallen

Den Bundesparteitag der FDP 1989 hielt die FDP vom 27. bis 28. Mai 1989 in Köln ab. Es handelte sich um den 40. ordentlichen Bundesparteitag der FDP in der Bundesrepublik Deutschland.

## Beschlüsse
Der Parteitag verabschiedete u. a. ein Papier „Das Europa der Zukunft“. Darüber hinaus wurden folgende Beschlüsse gefasst bzw. Papiere verabschiedet: zum Thema „Polen“, zur Bundeswehr, zur Stärkung der gesetzgeberischen Befugnisse des Europäischen Parlaments, zur Fusion von Messerschmitt-Bölkow-Blohm und Daimler-Benz, zu Handlungsprinzipien liberaler Sozialpolitik, zur Ethik der Gentechnologie und der Fortpflanzungsmedizin, zur Strategie für den Ausbau der Hochschulen, zur Umsetzung des „Bildungspolitischen Programms“, zum Urteil von Memmingen über den § 218, zur Naturschutznovelle. Es wurde eine Antarktis-Resolution beschlossen, und es erging ein Wahlaufruf zur Europawahl 1989.